# Dioncophyllaceae
Dioncophyllaceae, manja biljna porodica u redu Caryophyllales. Sastoji se od tri monotipska roda grmova ili lijana na zapadu tropske Afrike

## Rodovi
1. Dioncophyllum Baill.
2. Habropetalum Airy Shaw
3. Triphyophyllum Airy Shaw